# Primera División de Uruguay 1937
Liga Profesional de Primera División 1937 var den 35:e säsongen av Uruguays högstaliga i fotboll, och sjätte säsongen som ligan spelades på professionell nivå. Ligan spelades som ett seriespel där samtliga lag mötte varandra vid två tillfällen. Totalt spelades 90 matcher med 328 gjorda mål.
Peñarol vann sin 15:e titel som uruguayanska mästare.

## Deltagande lag
10 lag deltog i mästerskapet, samtliga från Montevideo.

## Resultat
| Nr | Lag                  | S  | V  | O | F  | GM | IM | MS  | P  |
| -- | -------------------- | -- | -- | - | -- | -- | -- | --- | -- |
| 1  | Peñarol              | 18 | 14 | 1 | 3  | 53 | 18 | +35 | 29 |
| 2  | Nacional             | 18 | 11 | 6 | 1  | 35 | 19 | +16 | 28 |
| 3  | Montevideo Wanderers | 18 | 9  | 3 | 6  | 33 | 22 | +11 | 21 |
| 4  | River Plate          | 18 | 8  | 4 | 6  | 36 | 35 | +1  | 20 |
| 5  | Rampla Juniors       | 18 | 6  | 6 | 6  | 34 | 32 | +2  | 18 |
| 6  | Central FC           | 18 | 5  | 4 | 9  | 29 | 37 | −8  | 14 |
| 7  | Racing Club          | 18 | 5  | 4 | 9  | 25 | 38 | −13 | 14 |
| 8  | Bella Vista          | 18 | 4  | 5 | 9  | 29 | 36 | −7  | 13 |
| 9  | IA Sud América       | 18 | 4  | 5 | 9  | 24 | 37 | −13 | 13 |
| 10 | CA Defensor          | 18 | 4  | 2 | 12 | 30 | 54 | −24 | 10 |

## Kvalspel

### Kvalspel 1
Defensor blev säsongens sämst placerade lag. Racing Club blev säsongen 1936 sämst placerade lag. Dessa två lag fick spela en match om vem som skulle spela kvalmatch mot Liverpool (mästare av den lägre divisionen Intermedia 1937), för vem som skulle spela i Primera División 1938.
|  |  | CA Defensor | 4 – 1 | Racing Club | Estadio Luis Franzini |  |
|  |  |             |       |             | Montevideo            |  |
|  |  |             |       |             |                       |  |
|  |  |             |       |             |                       |  |

### Kvalspel 2
Förloraren av den första kvalspelet, Racing Club, fick spela kvalmatch mot Liverpool, som sedermera vann kvalspelet. Det uruguayanska fotbollsförbundet (AUF) lät dock Racing Club spela kvar i Primera División 1938, och utökade därmed ligan till 11 medverkande lag.
| 1 |  | Liverpool | 4 – 1 | Racing Club | Estadio Centenario |  |
|   |  |           |       |             | Montevideo         |  |
|   |  |           |       |             |                    |  |
|   |  |           |       |             |                    |  |

| 2 |  | Racing Club | 4 – 1 | Liverpool |            |  |
|   |  |             |       |           | Montevideo |  |
|   |  |             |       |           |            |  |
|   |  |             |       |           |            |  |

| 3 |  | Liverpool | 1 – 0 | Racing Club |            |  |
|   |  |           |       |             | Montevideo |  |
|   |  |           |       |             |            |  |
|   |  |           |       |             |            |  |